# فريد عبد الخالق
فريد عبد الخالق (30 نوفمبر عام 1915 - 12 أبريل2013) هو سياسي مصري وعضو الهيئة التأسيسية لجماعة الإخوان المسلمين، وعضو مكتب الإرشاد الأسبق، مدير عام دار الكُتب والوثائق القومية سابقًا.

## حياته ونشأته
- ولد الدكتور فريد عبد الخالق في مدينة فاقوس شرقية بمصر في 30 نوفمبر عام 1915م، وتوفي يوم الجمعة الموافق 12 أبريل عام 2013م.
- انتقل مع عائلته بعد ذلك إلي مدينة القاهرة، وأكمل دراسته حيث تخرج عام 36 من معهد التربية العالي.

### حصوله علي الدكتوراة في عمر 94
حصل علي درجة الدكتوراه من قسم الشريعة بكلية حقوق جامعة القاهرة عام 2009، وعن عمر يناهز 94 عاماً،  وكان عنوان الرسالة «الاحتساب علي ذوي الجاه والسلطان»، وقد دخل بذلك الإنجاز موسوعة جينيس للأرقام القياسية بأنه أكبر باحث في السن يحصل علي درجة الدكتوراة في العالم، متفوقا علي صاحب اللقب السابق الذي كان عمره 91 عاما.

## مسيرته
- ود. فريد عبد الخالق شاهد علي عصر الحركة الإسلامية منذ الأربعينيات وحتي يومنا هذا،
- جمع في دراسته العليا بين العلوم والرياضيات، والقانون والشريعة،
- وقد عمل مديرا عاما لدار الكتب المصرية ودار الوثائق القومية في السبعينيات، ثم وكيلا لوزارة الثقافة لشئونهم.
- عمل خطيبًا وشاعرًا وباحثًا ومفكرًا
- أستضافه الأستاذ أحمد منصور في برنامج شاهد علي العصر في قناة الجزيرة الفضائية لعدة حلقات.

## مؤلفاته
1. أساسيات في موضوع «الإسلام والحضارة» بحث ألقي في «الندوة العالمية للشباب الإسلامي» بالرياض، عام 1979.
2. «الإخوان المسلمون فكرة وحركة» بحث ألقي في ندوة البحرين بتكليف من مكتب التربية للخليج العربي، عام 1984
3. «الإخوان المسلمون في ميزان الحق» كتاب صدر له عام 1987،
4. مأساة المسلمين في البوسنة والهرسك - ملحمة شعرية، عام 1993.
5. ديوان المقاومة، تقديم فهمي هويدي، عام 2003
6. تأملات في الدين والحياة، عام 2003
7. في الفقه السياسي الإسلامي عام 2007

## وفاته
رحل الدكتور محمد فريد عبد الخالق، يوم الجمعة الموافق 12 أبريل 2013 عن عمر يناهز ال 98 عام، وتم تشييع جثمانه إلى مثواه الأخير، من مسجد الحصري، يوم السبت الموافق 13 أبريل 2013.